# Carlos Rangel (actor)
Carlos Enrique Rangel García (Ciudad de México, 8 de mayo de 1969) es un actor tehuano de televisión y teatro mexicano. Conocido por su interpretación del personaje de Manigüis en el show de TV mexicano Desde Gayola.

## Biografía
Carlos Rangel nació en México en el Istmo de Tehuantepec el 8 de mayo de 1974. Mientras alternaba como integrante del ballet de Milton Ghio en el programa Siempre en Domingo, estudió la carrera de actuación en el Centro de Capacitación Artística de la Televisión Mexicana, generación 88-91, antes de finalizar los cursos del Centro de Capacitación Artística, en el año 1989, tuvo la oportunidad de hacer su primera obra en temporada comercial al lado de Eduardo Rojas en Malditos. A lo largo de su carrera ha caracterizado personajes como "Martirio" de La casa de Bernarda Alba y "El Chivo" de la obra Por Amarte Tanto, Tony Deschamps en “La Estética del Crimen” por mencionar algunos. También ha fungido como director escénico En “Animal... Es”, “Las Preciosas Ridículas y “El Ángel de Varsovia” entre otras. Incursionó como locutor para el INBA y la Secretaría de Turismo de México, así como en programas de radio como invitado.

### Manigüis
A partir de marzo de 2003, Carlos se integra al equipo del programa de televisión cómico Desde Gayola, una idea original del actor y periodista Horacio Villalobos en la cadena Telehit de Televisa. Aunque inicialmente su participación en el show fue como invitado especial, rápidamente ganó popularidad con el personaje de La Manigüis. El personaje es el clásico estereotipo del homosexual en las sociedades latinoamericanas, aunque no representa una mala imagen de los homosexuales. El personaje rápidamente se convirtió en uno de los favoritos de la serie.
Rangel funge también como creativo del programa y ha codirigido el tercer espectáculo de cabaret del show. Junto con el elenco del programa, Rangel abandonó Televisa en 2006, y desde 2008 se integró a las filas del canal 52MX de la cadena MVS Multivisión. Actualmente, con el personaje de Manigüis, Rangel también funge como colaborador de Villalobos en el show de televisión Farándula 40 y ocasionalmente en el popular programa de radio Dispara Margot, Dispara, después de haber participado en Nocturninos desde 2008 hasta 2013.

## Trayectoria

### Teatro
- Malditos ... El Lal)
- Pinocho ...Stromboli
- La Cenicienta ... Ministro
- El mago de Oz ... El León
- La casa de Bernarda Alba ... Martirio
- Hermano Sol y hermana Luna ... (Ensamble)
- Cuando tejen las arañas ... (Cuadro de bailarines)
- Evita ... (Ensamble)
- María ... (Director)
- Los Tres sexos de la Luna ... (Director)
- Las Delicias y La Mentira ... (Director)
- Preciosas ridículas ... Madelon (Director)
- Tonantzin ... Juan Diego
- El crepúsculo de la cigüeña ... Sodo
- Desde Gayola...El Show ... Manigüis
- Había una vez Desde Gayola ... Manigüis
- Desde Gayola presenta: Telebasura ... Manigüis
- "Animal...Es"... (Director)
- "Animal...itos"... (Director)
- Antipastorela  "Jesús Maria y José José" ...Arcángel "Manigüis Gabriel"
- La estética del crimen... "Tony Deschamps"
- El Ángel de  Varsovia" ... (Director)
- "Solo Quiero Hacerte Feliz"... "Rey"

### Televisión
- Siempre en Domingo (1986-1996)... Integrante Ballet de Milton Ghio
- Desde Gayola (2003-2008) ... Manigüis / Juan Sonsorio / Doña Tura / Michelle Obama
- Nocturninos (2008-2011) ... Manigüis / Doña Tura
- Farándula 40 (2010-2020) ... Manigüis
- El encanto del águila (2011) ... Salvador Alvarado
- "José José, El príncipe de la canción" (Serie) (2017)...Conductor de Televisión
- "Renta Congelada" (2018).... Invitado

### Radio
- La voz de una mujer
- Dispara, Margot, dispara (Programa de Radio) en MVS Radio ... "Dispara, Manigüis, dispara" (Invitado).